# Elecciones presidenciales de Colombia de 1864

## Candidatos
|  | Candidato a presidente     | Partido o movimiento      | Votos estatales |
|  | -------------------------- | ------------------------- | --------------- |
|  | Manuel Murillo Toro        | Liberal (sector radical)  | 6               |
|  | Santos Gutiérrez           | Liberal (sector radical)  | 2               |
|  | Tomás Cipriano de Mosquera | Liberal (sector moderado) | 1               |

## Resultados
Estados que votaron por Manuel Murillo Toro:
- Bolívar
- Magdalena
- Panamá
- Cundinamarca
- Santander
- Antioquia

Estados que votaron por Santos Gutiérrez:
- Boyacá
- Tolima

Estado que votó por Tomás Cipriano de Mosquera:
- Cauca